# الکساندر وبر
الکساندر وبر (انگلیسی: Alexander Weber؛ زادهٔ ۴ ژانویهٔ ۱۹۷۸) از برندگان مدال‌های بازی‌های المپیک تابستانی و ورزشکار شمشیربازی اهل آلمان است.
وی همچنین برندهٔ جوایزی همچون برگ بوی نقره‌ای شده‌است.
وی در مسابقات کشوری و بین‌المللی در مجموع برندهٔ ۱ مدال برنز شده‌است.